# Liste der Bodendenkmäler in Schillingsfürst
Auf dieser Seite sind die Bodendenkmäler in der mittelfränkischen Stadt Schillingsfürst zusammengestellt. Diese Tabelle ist eine Teilliste der Liste der Bodendenkmäler in Bayern. Grundlage ist die Bayerische Denkmalliste, die auf Basis des Bayerischen Denkmalschutzgesetzes vom 1. Oktober 1973 erstmals erstellt wurde und seither durch das Bayerische Landesamt für Denkmalpflege geführt wird. Die folgenden Angaben ersetzen nicht die rechtsverbindliche Auskunft der Denkmalschutzbehörde.

## Bodendenkmäler der Gemeinde Schillingsfürst

### Bodendenkmäler in der Gemarkung Faulenberg
| Lage                  | Objekt | Akten-Nr.     | Bild |
| --------------------- | --- | ------------- | ---- |
| Faulenberg (Standort) | Mittelalterlicher Burgstall.                                                                                   | D-5-6627-0208 |      |
| Faulenberg (Standort) | Mittelalterlicher Burgstall.                                                                                   | D-5-6627-0209 |      |
| Faulenberg (Standort) | Siedlung der Steinzeiten.                                                                                      | D-5-6627-0211 |      |
| Faulenberg (Standort) | Freilandstation des Mesolithikums und Siedlung der Latènezeit.                                                 | D-5-6627-0212 |      |
| Faulenberg (Standort) | Freilandstation des Mesolithikums.                                                                             | D-5-6627-0213 |      |
| Faulenberg (Standort) | Freilandstation des Mesolithikums.                                                                             | D-5-6627-0214 |      |
| Faulenberg (Standort) | Siedlung der Steinzeiten.                                                                                      | D-5-6627-0215 |      |
| Faulenberg (Standort) | Freilandstation des Mesolithikums.                                                                             | D-5-6627-0216 |      |
| Faulenberg (Standort) | Mittelalterliche und frühneuzeitliche Befunde im Bereich der Evangelisch-Lutherischen Filialkirche St. Sixtus. | D-5-6627-0306 |      |

### Bodendenkmäler in der Gemarkung Hagenau
| Lage               | Objekt                                     | Akten-Nr.     | Bild |
| ------------------ | ------------------------------------------ | ------------- | ---- |
| Hagenau (Standort) | Grabhügel vorgeschichtlicher Zeitstellung. | D-5-6628-0008 |      |

### Bodendenkmäler in der Gemarkung Schillingsfürst
| Lage                       | Objekt | Akten-Nr.     | Bild |
| -------------------------- | --- | ------------- | ---- |
| Schillingsfürst (Standort) | Mittelalterlicher Burgstall, frühneuzeitliche Befunde im Bereich des Schlosses Schillingsfürst. | D-5-6727-0020 |      |
| Schillingsfürst (Standort) | Siedlung der Steinzeiten. | D-5-6727-0021 |      |
| Schillingsfürst (Standort) | Siedlung der Steinzeiten. | D-5-6727-0022 |      |
| Schillingsfürst (Standort) | Siedlung der Steinzeiten. | D-5-6727-0023 |      |
| Schillingsfürst (Standort) | Freilandstation des Mesolithikums. | D-5-6727-0024 |      |
| Schillingsfürst (Standort) | Grabhügel vorgeschichtlicher Zeitstellung. | D-5-6727-0025 |      |
| Schillingsfürst (Standort) | Kirchenstandort und Friedhof des Mittelalters und der frühen Neuzeit. | D-5-6727-0098 |      |
| Schillingsfürst (Standort) | Mittelalterliche und frühneuzeitliche Befunde im Bereich des ehemaligen Franziskanerklosters sowie der ehemalige Klosterkirche und heutigen Katholischen Pfarrkirche Kreuzerhöhung in Schillingsfürst. | D-5-6727-0114 |      |

### Bodendenkmäler in der Gemarkung Stilzendorf
| Lage                   | Objekt                             | Akten-Nr.     | Bild |
| ---------------------- | ---------------------------------- | ------------- | ---- |
| Stilzendorf (Standort) | Freilandstation des Mesolithikums. | D-5-6727-0026 |      |
| Stilzendorf (Standort) | Siedlung der Steinzeiten.          | D-5-6727-0027 |      |
| Stilzendorf (Standort) | Siedlung der Steinzeiten.          | D-5-6727-0028 |      |